# Torre de Babel

## Ê-kíp
- Phục trang: Yurika Yamasaki
- Kỹ xảo hình ảnh: Paula Souto

| Diễn viên          | Thủ vai                             |
| ------------------ | ----------------------------------- |
| Glória Menezes     | Marta Leme Toledo                   |
| Tarcísio Meira     | César Toledo                        |
| Tony Ramos         | José Clementino da Silva            |
| Adriana Esteves    | Sandra da Silva (Sandrinha)         |
| Edson Celulari     | Henrique Leme Toledo                |
| Cláudia Raia       | Ângela Vidal                        |
| Letícia Sabatella  | Celeste Leme Toledo                 |
| Maitê Proença      | Clara Duarte Simões                 |
| Natália do Vale    | Lúcia Prado                         |
| Marcos Palmeira    | Alexandre Leme Toledo               |
| Juca de Oliveira   | Agenor da Silva                     |
| Christiane Torloni | Rafaela Katz (Neuza Maria da Silva) |
| Victor Fasano      | Edmundo Falcão                      |
| Isadora Ribeiro    | Vilma Toledo                        |
| Karina Barum       | Shirley da Silva                    |
| Marcello Antony    | Guilherme Leme Toledo               |
| Cláudia Jimenez    | Balbina Colombo Falcão (Bina)       |
| Cleyde Yáconis     | Diolinda Falcão                     |
| Ernani Moraes      | Ariclenes da Silva (Boneca)         |
| Cacá Carvalho      | Ariovaldo da Silva (Jamanta)        |
| Liana Duval        | Luísa                               |
| Sthefani Neves     | Tiffany Toledo                      |
| Caio Graco         | Henrique Toledo Júnior              |
| Sílvia Pfeifer     | Leda Sampaio/Leila Sampaio          |
| Duda Mamberti      | Carlito                             |
| Oscar Magrini      | Gustinho da Silva/Johnny Percebe    |
| Etty Fraser        | Sarita                              |
| Carvalhinho        | Cláudio                             |
| Stênio Garcia      | Bruno Maia                          |
| Vanda Lacerda      | Egalantine                          |
| Eliane Costa       | Luzieide                            |
| Danton Mello       | Adriano (Chicletinho)               |
| Felipe Rocha       | Dino                                |
| Felipe Latge       | Guiminha                            |
| Manitou Felipe     | Pedro                               |